# Ahrar al-Charkiya
Le Ahrar al-Charkiya (arabe : حرار الشرقية, Les « hommes libres de l'Est ») est un groupe rebelle de la guerre civile syrienne.

## Logos et drapeaux

Premier logo d'Ahrar al-Charkiya, utilisé exclusivement en 2016 et 2017[2].
Deuxième logo d'Ahrar al-Charkiya, créé en 2017 et utilisé simultanément avec le précédent[2].

## Histoire

### Fondation
La fondation d'Ahrar al-Charkiya est annoncée en janvier 2016,. Affilié à l'Armée syrienne libre,, le groupe est cependant d'orientation islamiste, voire salafiste, et compte dans ses rangs bon nombre d'anciens combattants d'Ahrar al-Cham et du Front al-Nosra,,,. La fondation du groupe est annoncée en janvier 2016 par Abou Maria al-Qahtani, ancien juge religieux du Front al-Nosra, mais il n'en prend pas la direction,. Selon Bellingcat, l'implication d'al-Qahtani dans la formation du groupe n'est pas prouvée. Ahrar al-Charkiya est dirigé par Abou Hatim Shaqra, ou Abou Hatem, un ancien chef d'Ahrar al-Cham,. Fin 2017, le groupe intègre l'Armée nationale syrienne,.

### Actions
Constitué en grande partie de rebelles originaires du gouvernorat de Deir ez-Zor, dont ils ont été chassés par l'État islamique en 2014, Ahrar al-Charkiya s'établit d'abord dans le gouvernorat d'Idleb, le gouvernorat de Lattaquié et l'ouest du gouvernorat d'Alep, avant de s'implanter véritablement dans le nord du gouvernorat d'Alep,,
Ahrar al-Charkiya combat l'État islamique et les Forces démocratiques syriennes dans le nord-ouest de la Syrie. En 2016 et 2017, il participe à l'opération Bouclier de l'Euphrate et à la bataille d'al-Bab, puis en 2018 à la bataille d'Afrine,,. Ses effectifs sont assez modestes,.
Le 16 septembre 2016, lors de l'Opération Bouclier de l'Euphrate, un incident éclate entre des hommes d'Ahrar al-Charkiya et des militaires américains. Ce jour-là, plusieurs dizaines de soldats des forces spéciales américaines entrent en Syrie à al-Raï, à la demande, selon le Pentagone, du gouvernement turc. Un groupe de 25 soldats américains accompagnés de rebelles de la Division al-Hamza et de la Brigade al-Moutasem est insulté et menacé par des hommes d'Ahrar al-Charqiya, qui les traitent d'« envahisseurs », d'« infidèles » ou de « croisés », et dénoncent leurs liens avec les YPG. La plupart des groupes rebelles minimisent cependant l'incident qu'ils qualifient de mineur,,,,,,. Ahrar al-Charqiya déclare pour sa part refuser l'entrée de militaires américains en raison du soutien apporté par les États-Unis aux Kurdes du PYD.
Les hommes d'Ahrar al-Charkiya se retrouvent mêlés à plusieurs autres incidents, y compris avec d'autres groupes rebelles. Fin 2017, des affrontements éclatent entre des combattants du groupe et la police libre, formée par la Turquie. Le 25 mars 2018, des combats ont lieu à Afrine entre Ahrar al-Charkiya et la Division al-Hamza,,,.
En juin 2018, le groupe attire à nouveau l'attention lors d'une campagne d'affichage à Afrine.  Selon le contributeur de Bellingcat Alexander McKeever : « Plusieurs affiches, collées dans quelques rues principales de la ville, exhortaient les femmes résidentes à suivre les interprétations hyperconservatrices du code vestimentaire islamique et étaient produites en conjonction avec l’organisation de prosélytisme salafiste basée à Idleb, Markaz Idha’aat. Alors qu’à Idleb largement dominée par les djihadistes, il n’est pas rare de voir des femmes porter le niqab – de manière détournée en se couvrant de noir de la tête aux pieds – ce genre de tenue est beaucoup moins répandu dans le territoire du «Bouclier de l’Euphrate» et était presque inexistant à Afrine avant l’arrivée des déplacés venant des environs de Damas. Après avoir provoqué un tollé, ces affiches ont été rapidement enlevées par les citoyens et la police locale, mais cet incident démontre que les penchants idéologiques radicaux d’Ahrar al-Charkiya ne se sont pas dissipés, bien qu’ils aient quitté le climat plus salafiste de Deir ez-Zor et Idleb ».

### Effectifs
En novembre 2018, Ahrar al-Charkiya affirme que ses effectifs sont montés à 2 000 hommes et qu'il en a perdu 500 autres dans des combats contre l'État islamique. En octobre 2019, au moment de l'opération Source de paix, Ziad Al-Khalaf, le conseiller politique d'Ahrar al-Charkiya, affirme que le groupe compte 2 000 hommes, dont 200 originaires de la région de Tall Abyad. Le nombre est invérifiable selon le contributeur de Bellingcat Alexander McKeever, qui indique que les effectifs du groupe sont généralement estimés entre une centaine et un millier de combattants : « Une partie de l’attrait du groupe est due à la perception de sa compétence au combat par rapport à d’autres groupes sur le terrain, en étant souvent le « fer de lance » des offensives rebelles ».

### Soutiens
Ahrar al-Charkiya est soutenu par la Turquie qui lui fournit des armes et des véhicules.
En 2016, Ahrar al-Charkiya reçoit des missiles antichar BGM-71 TOW, arme alors fournie aux rebelles syriens par les États-Unis,. Mais l'aide à ce groupe est ensuite suspendue par le département de la Défense des États-Unis, en raison de divers incidents avec d'autres groupes rebelles.

### Exactions
Le groupe est suspecté de corruption, d'exactions, de pillages, d'enlèvements, de tortures et de meurtres,,. Certains combattants ont pratiqué des décapitations sur des corps de combattants ennemis. En octobre 2017, Abou Khalid al-Charkiya, le chef d'Ahrar al-Charkiya à Jarablous, est arrêté après la diffusion d'une vidéo où il agresse sexuellement une adolescente de 13  à   14 ans. Lors de la bataille d'Afrine, des hommes d'Ahrar al-Charkiya commettent également des exactions contre des civils et détruisent des magasins d'alcools.
Le 12 octobre 2019, lors de l'Opération Source de paix, les hommes d'Ahrar al-Charkiya exécutent sommairement par balles neuf civils, dont Hevrin Khalaf, une femme politique kurde,. Ziad Al-Khalaf, le conseiller politique d'Ahrar al-Charkiya, déclare au journal Le Monde avoir appelé ses hommes avant l'offensive à ne pas commettre d'exactions : « J’ai été très ferme. [...] Je leur ai dit qu’on ne touche pas aux prisonniers, qu’on ne touche pas aux civils, ni aux enfants et aux personnes âgées. Même les arbres et les vaches, on n’y touche pas. Notre religion nous l’interdit ». Il reconnait l'implication de combattants de son groupe dans les tueries et déclare que : « Cet acte irresponsable contrevient aux enseignements de l'armée nationale syrienne. Ses auteurs ont été remis au tribunal formé par le ministère de la défense, au sein du gouvernement intérimaire »,. Mais selon Le Monde : « Rien ne garantit que cette déclaration, prise sous la pression médiatique, sera suivie d’effet ». Abou Hatem Shaqra, le chef d'Ahrar al-Charkiya, dément quant à lui l'implication de son groupe dans l'assassinat. Selon Le Monde : « Depuis cette journée d’octobre, le groupe Ahrar Al-Charkiya a laborieusement tenté de se racheter une conduite. La milice a diffusé une vidéo de ses hommes en train de soigner une combattante kurde blessée. D’autres images de propagande, relayées sur son compte Twitter, montrent des hommes, des prisonniers, affirmant être bien traités ».